# قصر بزرگ
قصر بزرگ (به فرانسوی: Grand Palais des Champs-Elysées) که بیشتر با نام گراند پاله یا کاخ بزرگ (در انگلیسی: Great Palace) شناخته می‌شود، یک مکان تاریخی با وسعت زیاد، تالار نمایشگاهی و مجموعه موزه‌ای است که در شانزلیزه در بخش هشت پاریس در فرانسه جای گرفته است. ساخت و ساز قصر بزرگ در سال ۱۸۹۷ پس از ویران‌سازی کاخ صنعتی (کاخ صنعت) به نشانهٔ بخشی از آماده‌سازی برای نمایشگاه جهانی سال ۱۹۰۰ آغاز شد، که در برگیرندهٔ ساخت کاخ پتیت و پل الکساندر سوم است.
این ساختار در سبک معماری هنرهای زیبا ساخته شده است که به دست دانشکده هنرهای زیبا پاریس آموزش داده شده است. این ساختمان نشان‌دهندهٔ جنبش دکوراسیون با شکوه از راه نمای سنگی آن، روش طراحی نقشه‌ها و بهره‌گیری از تکنیک‌های نوآورانه در آن برههٔ زمانی است، مانند غرفه شیشه‌ای آن، و ساختار آن از فلز و فریم‌های فولاد سبک و بتن مسلح ساخته شده است.